# 化ケモノ青年
「化ケモノ青年」（ばけものせいねん）は、エレファントカシマシの32ndシングル。2004年3月10日に東芝EMI/FAITHFUL.から発売。『扉』の先行シングル。コピーコントロールCD。

## 概要
宮本浩次はメロディ先行でレコーディングを行うが、そのメロディが完成した際、ボーカルの歌入れの際に仮歌として冗談で歌った歌詞がスタッフにも受け、そのまま作品化された曲である。
宮本自身は思いつきで歌った仮歌が作品化されることに対し当初は違和感を示していたが、「演奏と共に何も考えずに出る歌詞は、その当時のテンションがそのまま反映されている」とインタビューで回顧。その際のインタビュアーの渋谷陽一は「シンプルな構造の楽曲だけれど、まるでメロディが3種類も4種類もあるように感じる。それがすごくおもしろい」と述べている。MVは是枝裕和プロデュースのドキュメンタリーフィルム「扉の向こう」の一場面が使用されている。日本テレビ系列『松本紳助』のエンディングテーマ。

## 収録曲
：全作詞･作曲：宮本浩次　編曲：エレファントカシマシ
1. 化ケモノ青年（5：25）[1]
2. 生きている証（4：31）[1]